# Onze-Lieve-Vrouwekerk (Voormezele)

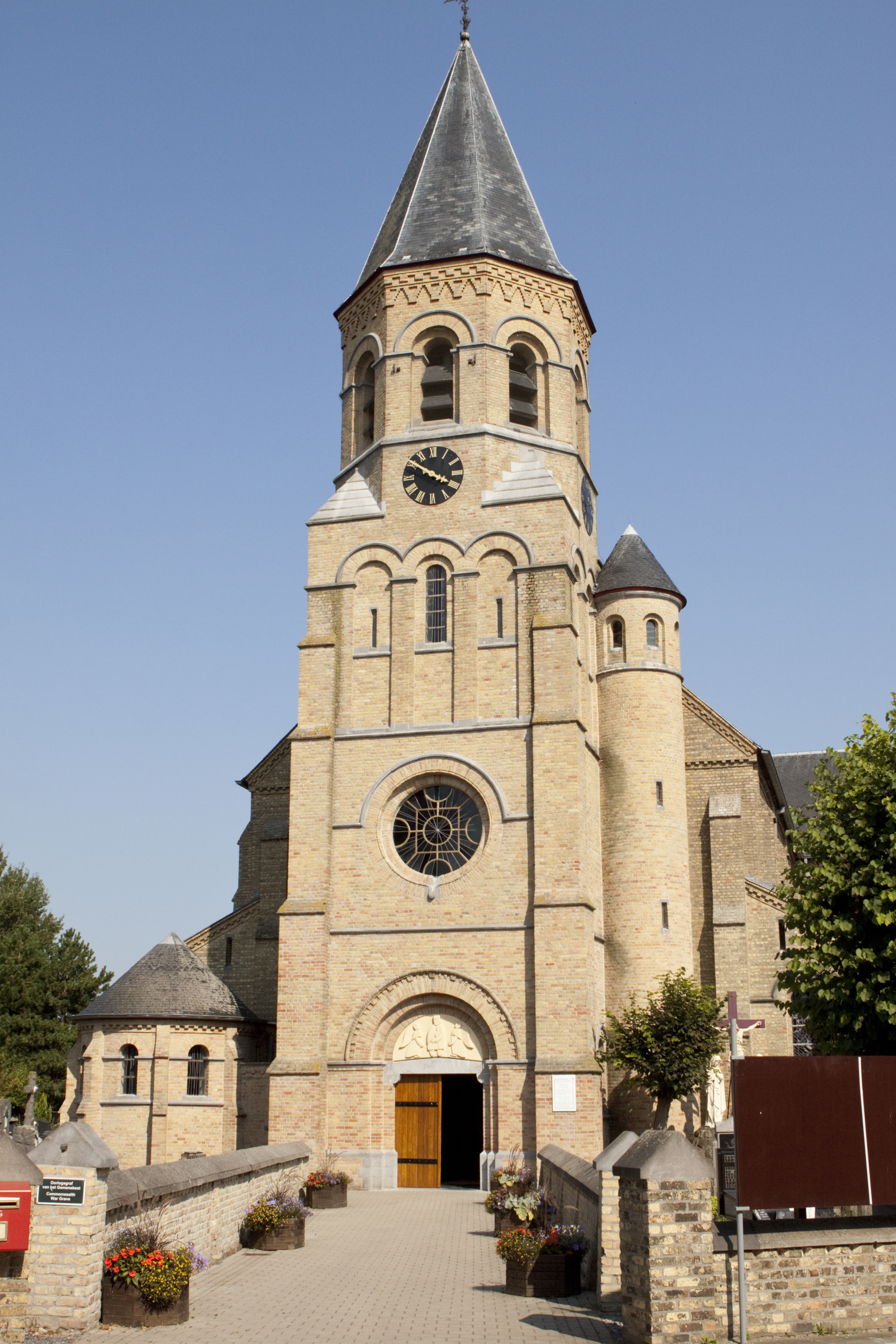
Onze-Lieve-Vrouwekerk

De Onze-Lieve-Vrouwekerk is de parochiekerk van de tot de West-Vlaamse gemeente Ieper behorende plaats Voormezele, gelegen aan Voormezele-Dorp 1.

## Geschiedenis
In 1068 stond hier de eerste kerk, die abdijkerk van de Abdij van Voormezele was. In de loop van de geschiedenis werd deze meermalen verwoest en herbouwd, en tijdens de Franse Revolutie (einde 18e eeuw) werden kerk en abdij verwoest. Van 1807-1811 werd een nieuwe kerk in neoclassicistische stijl gebouwd. Het was een driebeukige kerk met ingebouwde westtoren.
In 1914 werd deze kerk verwoest en in 1923 werd een nieuwe kerk gebouwd naar ontwerp van Jules Coomans.

## Gebouw
Het betreft een basilicale kruiskerk in eclectische stijl, gebouwd in gele baksteen. De vensters bijvoorbeeld doen neobyzantijns aan, terwijl de voorgebouwde westtoren regionale motieven bevat, zoals een vierkante basis van vier geledingen en een achtzijdige klokkenverdieping.
Het interieur is voornamelijk neoromaans en wordt overkluisd door koepelgewelven. Uit 1971 is het schilderij: Herbouwde augustijnerabdij Onze-Lieve-Vrouw Voormezele 1619. Er is een koperen plaat die een lijst van de abten van de abdij weergeeft.
De kerk wordt omringd door een kerkhof, met een groot grafmonument voor de familie De Geus.